# Campo Belo do Sul
Campo Belo do Sul este un oraș în Santa Catarina (SC), Brazilia.